# Deacon Hill
Deacon Hill är en kulle i Antarktis. Den ligger på ön Coronation Island i Sydorkneyöarna. Argentina och Storbritannien gör anspråk på området. Toppen på Deacon Hill är 477 meter över havet, eller 9 meter över den omgivande terrängen. Bredden vid basen är 0,13 km.
Terrängen runt Deacon Hill är varierad. Havet är nära Deacon Hill norrut. Trakten är obefolkad. Det finns inga samhällen i närheten.